# باتريك بروسنان
باتريك بروسنان (بالإنجليزية: Patrick Brosnan)‏ هو رياضياتي أمريكي، ولد في 1968 في فيلادلفيا في الولايات المتحدة.